# Матчи сборной Москвы по футболу (1922)
Сезон 1922 года стал 16-м в истории сборной Москвы по футболу.
В нем сборная провела 4 официальных матча (три соревновательных Чемпионата РСФСР 1922 и товарищеский междугородний со сборной Петрограда), а также 2 неофициальных (в том числе один международный).

## Классификация матчей
По установившейся в отечественной футбольной истории традиции официальными принято считать матчи первой сборной с эквивалентным по статусу соперником (сборные городов, а также регионов и республик); матчи с клубами Москвы и других городов составляют отдельную категорию матчей.
Международные матчи также разделяются на две категории: матчи с соперниками топ-уровня (в составах которых выступали футболисты, входящие в национальные сборные либо выступающие в чемпионатах (лигах) высшего соревновательного уровня своих стран — как профессионалы, так и любители) и (начиная с 1920-х годов) международные матчи с так называемыми «рабочими» командами (состоявшими, как правило, из любителей невысокого уровня).

## Статистика сезона
| 1922         |                                |      |
| МГ 19        | Москва — Петроград             | 3:4  |
| Н (1)        | Москва — «Унитас»              | 3:3  |
| С 9          | Москва — Калуга                | 16:0 |
| С 10         | Москва — Пермь                 | 17:0 |
| С 11         | Москва — Харьков               | 8:0  |
| Н (2)        | Москва — Финляндия («рабочая») | 3:0  |
| Итого        |                                |      |
| И В Н П М    |                                |      |
| 4 3 0 1 44−4 |                                |      |
| 2 1 0 6−3    |                                |      |

## Официальные матчи

### 47. Москва — Петроград — 3:4
Междугородний товарищеский матч 19 (отчет ).

| Москва                                             | 3:4 | Петроград                                                                          |
| -------------------------------------------------- | --- | ---------------------------------------------------------------------------------- |
| - Н.Старостин 36′ - Исаков 48′ - Вик.Прокофьев 57′ |     | - 7′ Карнеев - 22′ П.Григорьев - 60' (пен.) Батырев - 63′ Н.Гостев - 82′ М.Бутусов |

| Игрок                | Клуб                |                                                                   | Вышел на замену | Гол  |
| -------------------- | ------------------- | ----------------------------------------------------------------- | --------------- | ---- |
| Баклашов, Борис      | «Замоскворецкий» КС | Серебряный гол · Серебряный гол · Серебряный гол · Серебряный гол | 1               | (-4) |
|                      |                     |                                                                   |                 |      |
| Рущинский, Михаил    | СК «Замоскворечье»  |                                                                   | 4               |      |
| Попов, Пётр          | «Замоскворецкий» КС |                                                                   | 1               |      |
|                      |                     |                                                                   |                 |      |
| Малахов, Казимир     | СК «Замоскворечье»  |                                                                   | 2               |      |
| Лепорский, Андрей    | «Замоскворецкий» КС | Травмирован                                                       | 1               |      |
| Блинков, Константин  | «Замоскворецкий» КС |                                                                   | 7               | 1    |
|                      |                     |                                                                   |                 |      |
| Николай Старостин    | МКС                 | Гол                                                               | 1               | 1    |
| Прокофьев, Виктор    | МКС                 | Гол                                                               | 2               | 1    |
| Исаков, Петр         | «Замоскворецкий» КС | Гол                                                               | 3               | 2    |
| Канунников, Павел    | МКС                 |                                                                   | 7               | 6    |
| Жибоедов, Константин | ОЛЛС                |                                                                   | 1               |      |

| Петроград   |     |
| ----------- | --- |
| Данилевич   |     |
|             |     |
| Г.Гостев    |     |
| Ежов        |     |
|             |     |
| Москалев    |     |
| Батырев     |     |
| Г.Филиппов  |     |
|             |     |
| П.Григорьев | Гол |
| М.Бутусов   | Гол |
| Карнеев     | Гол |
| Антипов     |     |
| Н.Гостев    | Гол |

### 48. Москва — Калуга — 16:0
Соревновательный матч 9 — Чемпионат РСФСР 1922 (отчет ).

| Москва | 16:0 | Калуга |
| --- | ---- | ------ |
| - Селин 6′ 52′ 64′ - Канунников 8′ 32′ 34′ 40′ 55′ - Н.Старостин 10′ 18′ 25′ - Вик.Прокофьев 16′ 23′ - Дмитриев "Морро" 67′ - С.Сысоев 78′ 86′ |      |        |

| Игрок                    | Клуб                |                             | Вышел на замену | Гол  |
| ------------------------ | ------------------- | --------------------------- | --------------- | ---- |
| Соколов, Николай         | СК «Замоскворечье»  |                             | 6               | (-7) |
|                          |                     |                             |                 |      |
| Игнатов, Николай         | КФ «Сокольники»     |                             | 1               |      |
| Сысоев, Сергей           | «Замоскворецкий» КС | Гол · Гол                   | 8               | 2    |
|                          |                     |                             |                 |      |
| Дмитриев "Морро", Сергей | ОЛЛС                | Гол                         | 5               | 1    |
| Григорьев, Виктор        | «Сокольнический» КЛ |                             | 1               |      |
| Ноготков, Павел          | СК «Замоскворечье»  |                             | 4               |      |
|                          |                     |                             |                 |      |
| Николай Старостин        | МКС                 | Гол · Гол · Гол             | 2               | 4    |
| Прокофьев, Виктор        | МКС                 | Гол · Гол                   | 3               | 3    |
| Селин, Фёдор             | СК «Замоскворечье»  | Гол · Гол · Гол             | 2               | 3    |
| Канунников, Павел        | МКС                 | Гол · Гол · Гол · Гол · Гол | 8               | 11   |
| Жибоедов, Константин     | ОЛЛС                |                             | 2               |      |

| Калуга    |  |
| --------- |  |
| Леонов    |  |
|           |  |
| Коротаев  |  |
| Сысоев    |  |
|           |  |
| Есаулов   |  |
| Дреер     |  |
| Тольдин   |  |
|           |  |
| Юрков     |  |
| Еремецкий |  |
| Федоров   |  |
| Васильев  |  |
| Вальд     |  |

### 49. Москва — Пермь — 17:0
Соревновательный матч 10 — Чемпионат РСФСР 1922, 1/2 финала (отчет ).

| Москва | 17:0 | Пермь |
| --- | ---- | ----- |
| - Вик.Прокофьев 5′ - Канунников 8′ 13′ 15′ 56′ - Ноготков 19′ - Селин 22′ 32′ 38′ 48′ 65′ - Н.Старостин 26′ 50′ 53′ 68′ - Жибоедов 70′ 75′ |      |       |

| Игрок                    | Клуб                |                             | Вышел на замену | Гол  |
| ------------------------ | ------------------- | --------------------------- | --------------- | ---- |
| Соколов, Николай         | СК «Замоскворечье»  |                             | 7               | (-7) |
|                          |                     |                             |                 |      |
| Андреев, Вячеслав        | КС «Орехово»        |                             | 1               |      |
| Сысоев, Сергей           | «Замоскворецкий» КС |                             | 9               | 2    |
|                          |                     |                             |                 |      |
| Дмитриев "Морро", Сергей | ОЛЛС                |                             | 6               | 1    |
| Бухтеев, Сергей          | СК «Замоскворечье»  |                             | 4               |      |
| Ноготков, Павел          | СК «Замоскворечье»  | Гол                         | 5               | 1    |
|                          |                     |                             |                 |      |
| Николай Старостин        | МКС                 | Гол · Гол · Гол · Гол       | 3               | 8    |
| Прокофьев, Виктор        | МКС                 | Гол                         | 4               | 4    |
| Селин, Фёдор             | СК «Замоскворечье»  | Гол · Гол · Гол · Гол · Гол | 3               | 8    |
| Канунников, Павел        | МКС                 | Гол · Гол · Гол · Гол       | 9               | 15   |
| Жибоедов, Константин     | ОЛЛС                | Гол · Гол                   | 3               | 2    |

| Пермь     |  |
| --------- |  |
| Варасов   |  |
|           |  |
| Пекарь    |  |
| Федоров   |  |
|           |  |
| Михеев    |  |
| И.Сидяков |  |
| Сарапулов |  |
|           |  |
| Шлезингер |  |
| Рабинович |  |
| Волков    |  |
| Бородин   |  |
| Флягин    |  |

### 50. Москва — Харьков — 8:0
Соревновательный матч 11 — Чемпионат РСФСР 1922, финал (отчет ).

| Москва                                                                            | 8:0 | Харьков |
| --------------------------------------------------------------------------------- | --- | ------- |
| - Канунников 21′ 26′ 32′ 70′ - Жибоедов 37′ (пен.) - Ноготков 58′ - Селин 63′ 81′ |     |         |

| Игрок                    | Клуб                |                       | Вышел на замену | Гол  |
| ------------------------ | ------------------- | --------------------- | --------------- | ---- |
| Соколов, Николай         | СК «Замоскворечье»  |                       | 8               | (-7) |
|                          |                     |                       |                 |      |
| Андреев, Вячеслав        | КС «Орехово»        |                       | 2               |      |
| Сысоев, Сергей           | «Замоскворецкий» КС |                       | 10              | 2    |
|                          |                     |                       |                 |      |
| Дмитриев "Морро", Сергей | ОЛЛС                |                       | 7               | 1    |
| Бухтеев, Сергей          | СК «Замоскворечье»  |                       | 5               |      |
| Ноготков, Павел          | СК «Замоскворечье»  | Гол                   | 6               | 2    |
|                          |                     |                       |                 |      |
| Николай Старостин        | МКС                 |                       | 4               | 8    |
| Прокофьев, Виктор        | МКС                 |                       | 5               | 4    |
| Селин, Фёдор             | СК «Замоскворечье»  | ~85'                  | 4               | 10   |
| Канунников, Павел        | МКС                 | Гол · Гол · Гол · Гол | 10              | 19   |
| Жибоедов, Константин     | ОЛЛС                | Гол                   | 4               | 3    |

| Харьков    |  |
| ---------- |  |
| Романенко  |  |
|            |  |
| Лазуренко  |  |
| Казаков    |  |
|            |  |
| Капустин   |  |
| Варженинов |  |
| Винников   |  |
|            |  |
| Бизяев     |  |
| Бем        |  |
| Шпаковский |  |
| Натаров    |  |
| Левин      |  |

## Неофициальные матчи
1. Товарищеский матч .
| Москва | 3:3 | «Унитас»                |
| ------ | --- | ----------------------- |
|        |     | - Н.Никонов - В.Бутусов |

| Москва: Шимкунас (ОЛЛС) – Рущинский (СКЗ), П.Попов (ЗКС) – С.Троицкий (ОФВ), Малахов (СКЗ), К.Блинков (ЗКС) – Н.Старостин (МКС), Вик.Прокофьев (МКС), Исаков (ЗКС), Канунников (МКС), Жибоедов (ОЛЛС) «Унитас»: ... Н.Никонов, В.Бутусов, М.Бутусов ... |

2. Международный товарищеский .
| Москва                                                | 3:0 | Финляндия («рабочая») |
| ----------------------------------------------------- | --- | --------------------- |
| - Исаков 8′ - Канунников 15′ 38′ - Жибоедов 2Т (пен.) |     |                       |

| Москва: Н.Соколов (СКЗ) - В.Андреев (КСО), С.Сысоев (ЗКС) - Дмитриев "Морро" (ОЛЛС), С. Бухтеев (СКЗ), Т.Григорьев (СКЗ) – Н.Старостин (МКС), Вик.Прокофьев (МКС), Исаков (ЗКС), Канунников (МКС), Жибоедов (ОЛЛС) («рабочая»): Янниля - Семенов, Лехтинен - Лехто, Вуоринен, Нилунд - Пости, Линдберг, Люндстрем, Сандберг, Салин |